# Carlos Ward
Carlos Nathaniel Ward (* 1. Mai 1940 in Ancón, Panama) ist ein US-amerikanischer Jazzmusiker (Altsaxophon, Flöte, Komposition) panamaischer Herkunft.

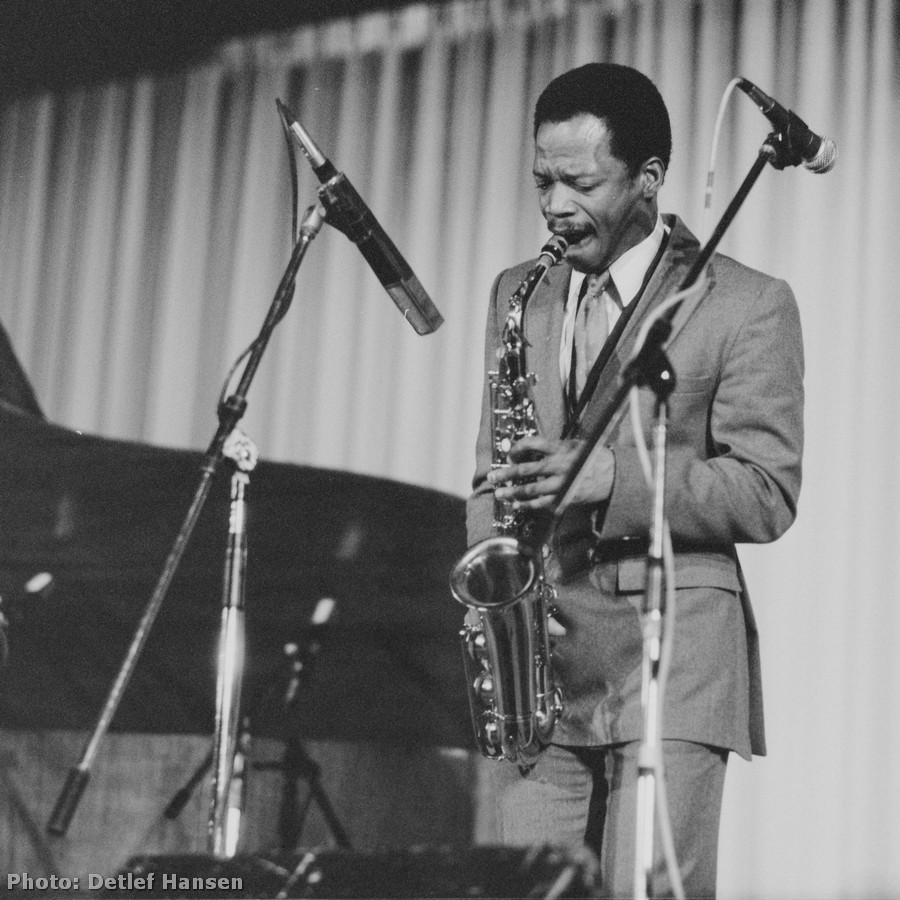
Carlos Ward im Konzert mit Abdullah Ibrahim, Essen 1985

## Leben und Wirken
Ward, der in Seattle aufwuchs, begann als Dreizehnjähriger auf der Klarinette und engagierte sich schon bald in der Schulband. Bei John Jessen nahm er Klarinetten- und Saxophonunterricht; nach seiner Einberufung zum Militär besuchte er die Navy School of Music, um dann in Militärbands in Deutschland zu spielen. In dieser Zeit traf er in Jamsessions auf Albert Mangelsdorff und Karl Berger. In Frankfurt am Main hatte er die Möglichkeit, Eric Dolphy in einem seiner letzten Konzerte zu hören. Nach dem Wehrdienst lernte er 1965 in Seattle John Coltrane kennen und konnte an jedem Abend des Gastspiels einsteigen; Mitschnitte erschienen 2021 auf A Love Supreme: Live in Seattle. Im gleichen Jahr noch zog er nach New York City, um sich der Gruppe von Coltrane anzuschließen. Dort spielte er auch mit Sunny Murray, Don Cherry, Berger, David Izenzon, Rashied Ali und Paul Motian. Er schloss sich dem Jazz Composer’s Orchestra an, wo er Carla Bley kennenlernte, in deren Gruppe er daraufhin ebenfalls spielte.
1972 schloss Ward sich der Funkband B. T. Express an, mit der er einige Hits einspielte. 1973 begann seine Zusammenarbeit mit Abdullah Ibrahim, in dessen Gruppe er bis 1986 als wichtiger Solist blieb. Später wurde er Mitglied von verschiedenen Gruppen Don Cherrys, etwa NU (gemeinsam mit Mark Helias, Ed Blackwell und Naná Vasconcelos). 1986 ersetzte er Jimmy Lyons in der Gruppe von Cecil Taylor, bevor er 1987 sein eigenes Quartett mit Charles Sullivan, Alex Blake und Ronnie Burrage gründete, nahm aber auch mit Woody Shaw auf dem North Sea Jazz Festival auf. In den 1990ern spielte er sowohl mit Cherry als auch mit Don Pullens African-Brazilian Connection.
Als Saxophonist zeichnet sich Ward durch einen rauen, bluesigen Ton und eine große Anpassungsfähigkeit an unterschiedliche Kontexte aus.

## Lexigraphische Einträge
- Ian Carr, Digby Fairweather, Brian Priestley: Rough Guide Jazz. Der ultimative Führer zur Jazzmusik. 1700 Künstler und Bands von den Anfängen bis heute. Metzler, Stuttgart/Weimar 1999, ISBN 3-476-01584-X.
- Leonard Feather, Ira Gitler: The Biographical Encyclopedia of Jazz. Oxford University Press, New York NY u. a. 2007, ISBN 978-0-19-532000-8.
- Martin Kunzler: Jazz-Lexikon. Band 2: M–Z (= rororo-Sachbuch. Bd. 16513). 2. Auflage. Rowohlt, Reinbek bei Hamburg 2004, ISBN 3-499-16513-9.

| Personendaten    | Personendaten                                                   |
| ---------------- | --------------------------------------------------------------- |
| NAME             | Ward, Carlos                                                    |
| ALTERNATIVNAMEN  | Ward, Carlos Nathaniel (vollständiger Name)                     |
| KURZBESCHREIBUNG | US-amerikanischer Jazzmusiker (Altsaxophon, Flöte, Komposition) |
| GEBURTSDATUM     | 1. Mai 1940                                                     |
| GEBURTSORT       | Ancón (Panama), Panama                                          |